# Las Tablas (Tabasco)
Las Tablas es una localidad del municipio de Balancán ubicado en la subregión de los Ríos del estado mexicano de Tabasco.

## Geografía
La localidad se ubica a 23.7 kilómetros (en dirección noreste) de la localidad de Balancán de Domínguez, la cabecera y lugar más poblado del municipio. Se sitúa en las coordenadas geográficas 17°37′58″N 91°24′13″O / 17.632778, -91.403611, a una elevación de 10 metros sobre el nivel del mar.

## Demografía
Según el Conteo de Población y Vivienda 2020, efectuado por el Instituto Nacional de Estadística y Geografía, la localidad de Las Tablas tiene 70 habitantes, de los cuales 45 son del sexo masculino y 25 del sexo femenino. Su tasa de fecundidad es de 2.89 hijos por mujer y tiene 16 viviendas particulares habitadas.
| Gráfica de evolución demográfica de Las Tablas entre 1940 y 2020 |
|                                                                  |
| INEGI.                                                           |